# Christian Teissl
Christian Teissl, avstrijski pisatelj, pesnik, literarni kritik in založnik, * 23. avgust 1979, Gradec, Avstrija.

## Življenje
Christian Teissl je odraščal na avstrijskem Štajerskem. Dokončal je magistrski študij germanistike. Kot svobodni pisatelj sodeluje z različnimi časopisi in je aktiven kot lektor pri založbi. Živi v Gradcu.
Teissl je predvsem pesnik, poleg tega je pisec literarnokritičnih esejev in pripovedi ter je dejaven na področju založništva besedil avstrijskih avtorjev. Je član avstrijskega PEN-kluba, društva avstrijskih pisateljev in zveze pisateljev »Podium«. Med drugim je dobitnik Nagrade za književnost mesta Gradec (1999) in nagrade Theodor-Körner Preis (2005).

## Dela
- Entwurf einer Landschaft (Osnutek neke pokrajine), Graz 2001
- Wege ins Ungereimte (Poti k absurdnemu), Aachen 2005
- Das große Regenalphabet (Velika abeceda dežja), Aachen 2006
- Fluchtpunkt Graz (Bežišče Gradec), Klagenfurt 2006
- Umkreisungen des Namenlosen (Kroženje brezimnega), Würzburg 2010
- Die Blumenuhr (Rožna ura), 2010

## Založništvo
- Max Hölzer: Frau und Vogel, Celovec [et al.] 2004
- Otto Basil: Schon sind wir Mund und Urne, Aachen 2008
- Erich H. Schneider: Gedichte aus dem Paulustor, Gradec 2008 (v sodelovanju s Heimom Halbrainerjem)
- Herta Staub: Herta F. Staub, Dunaj 2009